# Sandia Knolls (Nuevo México)
Sandía Knolls es un lugar designado por el censo ubicado en el condado de Bernalillo en el estado estadounidense de Nuevo México. En el Censo de 2010 tenía una población de 1208 habitantes y una densidad poblacional de 167,96 personas por km².

## Geografía
Sandía Knolls se encuentra ubicado en las coordenadas 35°9′37″N 106°17′55″O / 35.16028, -106.29861. Según la Oficina del Censo de los Estados Unidos, Sandía Knolls tiene una superficie total de 7.19 km², de la cual 7.19 km² corresponden a tierra firme y (0%) 0 km² es agua.

## Demografía
Según el censo de 2010, había 1208 personas residiendo en Sandía Knolls. La densidad de población era de 167,96 hab./km². De los 1208 habitantes, Sandía Knolls estaba compuesto por el 91.31% blancos, el 0.41% eran afroamericanos, el 0.5% eran amerindios, el 0.25% eran asiáticos, el 0% eran isleños del Pacífico, el 5.79% eran de otras razas y el 1.74% pertenecían a dos o más razas. Del total de la población el 15.31% eran hispanos o latinos de cualquier raza.